# Andrej Rimski-Korsakov
Andrej Nikolajevitsj Rimski-Korsakov (Russisch: Андрей Николаевич Римский-Корсаков) (Sint-Petersburg, 17 oktober 1878 – aldaar, 23 mei 1940) was een Russisch musicoloog. Hij was de zoon van de bekende Russische componist Nikolaj Rimski-Korsakov.
Hij studeerde aan de universiteiten van Sint-Petersburg, Straatsburg en Heidelberg en begon zich pas met muziek te bemoeien na de dood van zijn vader (1908). In 1915 richtte hij het muziekblad Muzikalny Sovremennik (Hedendaagse muziek) op en werd in 1922 editor van Muzikalny Lietopis (Muzikale Kroniek).
Hij publiceerde talrijke verhandelingen over diverse Russchische componisten. Andrej verzorgde onder meer de memoires van Glinka, de uitgave van Moessorgski's brieven en de correspondentie tussen zijn vader Nikolaj Rimski-Korsakov en de componist Pjotr Iljitsj Tsjaikovski. Hij was curator van de Openbare Bibliotheek van Sint Petersburg. Hij was getrouwd met de componiste Julia Lazarevna Weissberg.
Verder schreef hij in de periode van 1933 tot 1946 een studie over zijn vader (in 5 delen).

## Bron
- Onder meer New Everyman Dictionary of Music

- Bibsys: 4049185
- Biblioteca Nacional de España: XX5398160
- Bibliothèque nationale de France: cb11341216t (data)
- Gemeinsame Normdatei: 1089330545
- International Standard Name Identifier: 0000 0000 7693 8557
- Library of Congress Control Number: nr88007209
- MusicBrainz: af49186d-6be7-4a85-9469-e68ee9b581d4
- Nationale Bibliotheek van Israël: 987007308916405171
- Nederlandse Thesaurus van Auteursnamen: 197587593
- Système universitaire de documentation: 111061636
- Virtual International Authority File: 9688448
- WorldCat: E39PBJjdbmj8hqCCwvgvM6GJXd